# Adelina Gutiérrez
Carmen Adelina Gutiérrez Alonso (* 27. Mai 1925 in Santiago de Chile, Chile; † 11. April 2015 ebenda) war eine chilenische Astrophysikerin und Hochschullehrerin. Sie war die erste Chilenin, die in Astrophysik promovierte, und auch die erste Frau, die in die chilenische Akademie der Wissenschaften gewählt wurde.

## Leben und Werk
Gutiérrez war die Tochter von Ramón Gutiérrez und Carmen Alonso. Sie besuchte die Schule María Auxiliadora in Santiago de Chile, die sie 1942 abschloss, und studierte dann am Pädagogischen Institut der Universidad de Chile. 1948 erwarb sie die Lehrbefugnis für Mathematik und Physik an Schulen und unterrichtete für kurze Zeit am Liceo Darío Salas. Am 1. Juni 1949 begann sie am Nationalen astronomischen Observatorium zu arbeiten, das Teil der Fakultät für Physikalische und Mathematische Wissenschaften der Universidad de Chile war.
1951 heiratete sie den Wissenschaftler Hugo Moreno, mit dem sie drei Kinder bekam.

## Forschung am Nationalen astronomischen Observatorium (Chile)

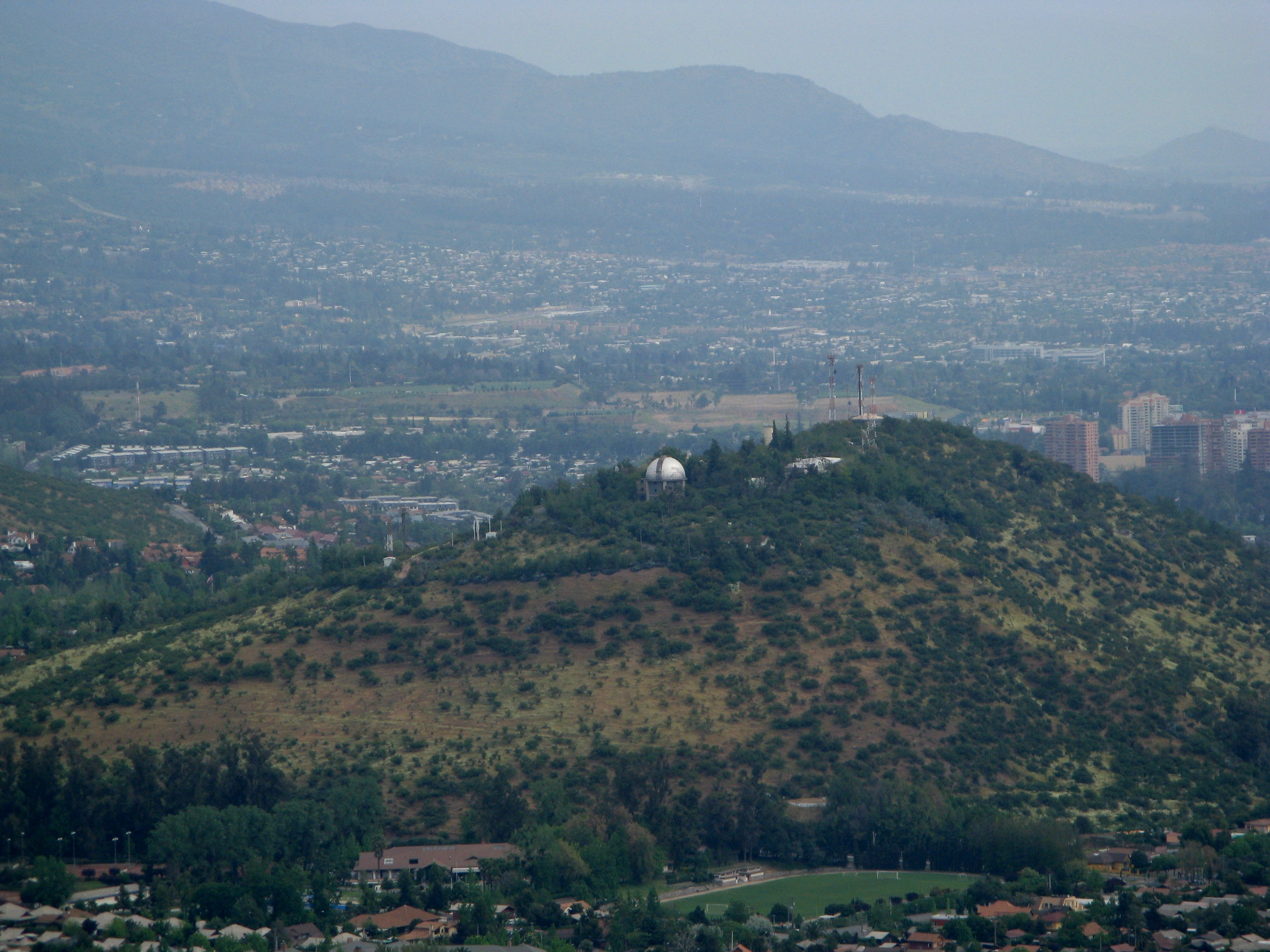
Nationales astronomisches Observatorium (Chile) auf dem Cerro Calán

Das Nationale astronomische Observatorium (Chile) wurde 1852 eingeweiht und war eines der ersten Observatorien in Lateinamerika. Per Regierungsdekret vom 14. Juli 1927 übernahm die Universität von Chile das Nationale Astronomische Observatorium, so dass es zu diesem Zeitpunkt Teil der Fakultät für Physikalische und Mathematische Wissenschaften wurde. Mit dieser Entscheidung übertrug die chilenische Regierung die Verantwortung für die Entwicklung der Astronomie im Land der Universität von Chile.
Als Gutiérrez 1949 anfing, an dem Nationalen astronomischen Observatorium zu arbeiten, wurde sie mit mathematischen Aufgaben im Zusammenhang mit der Reduktion astronomischer Daten beauftragt, die von anderen Kollegen erhalten wurden. Bald begann sie jedoch, selbst zu forschen, und ihre erste Veröffentlichung 1953 war Determinaciones astronómicas realizadas con teodolito.
Am 12. Januar 1960 flog sie von Santiago de Chile nach Miami zu ihrem Studium an der Indiana University Bloomington und promovierte dort im Juni 1964 als erste Chilenin in Astrophysik. Gutiérrez promovierte mit der Unterstützung ihres Mannes, der – für damalige Zeiten ungewöhnlich – während ihres Studiums mit ihren Kindern in Chile blieb. Nach ihrer Promotion kehrte sie an die Universidad de Chile zurück und zusammen mit ihrem Ehemann und Claudio Anguita, der Direktor der Abteilung für Astronomie an der Universidad de Chile war, arbeitete sie an der Einrichtung des ersten Bachelor-Abschlusses in Astronomie, der in Chile angeboten wird. Der Studiengang wurde 1965 geschaffen und die ersten Studenten wurden 1966 in den Studiengang aufgenommen. Ebenfalls 1966 begann sie mit der Veröffentlichung von Forschungsarbeiten und veröffentlichte von 1966 bis 1970 mindestens 8 Arbeiten.

## Forschung am Cerro-Tololo-Observatorium

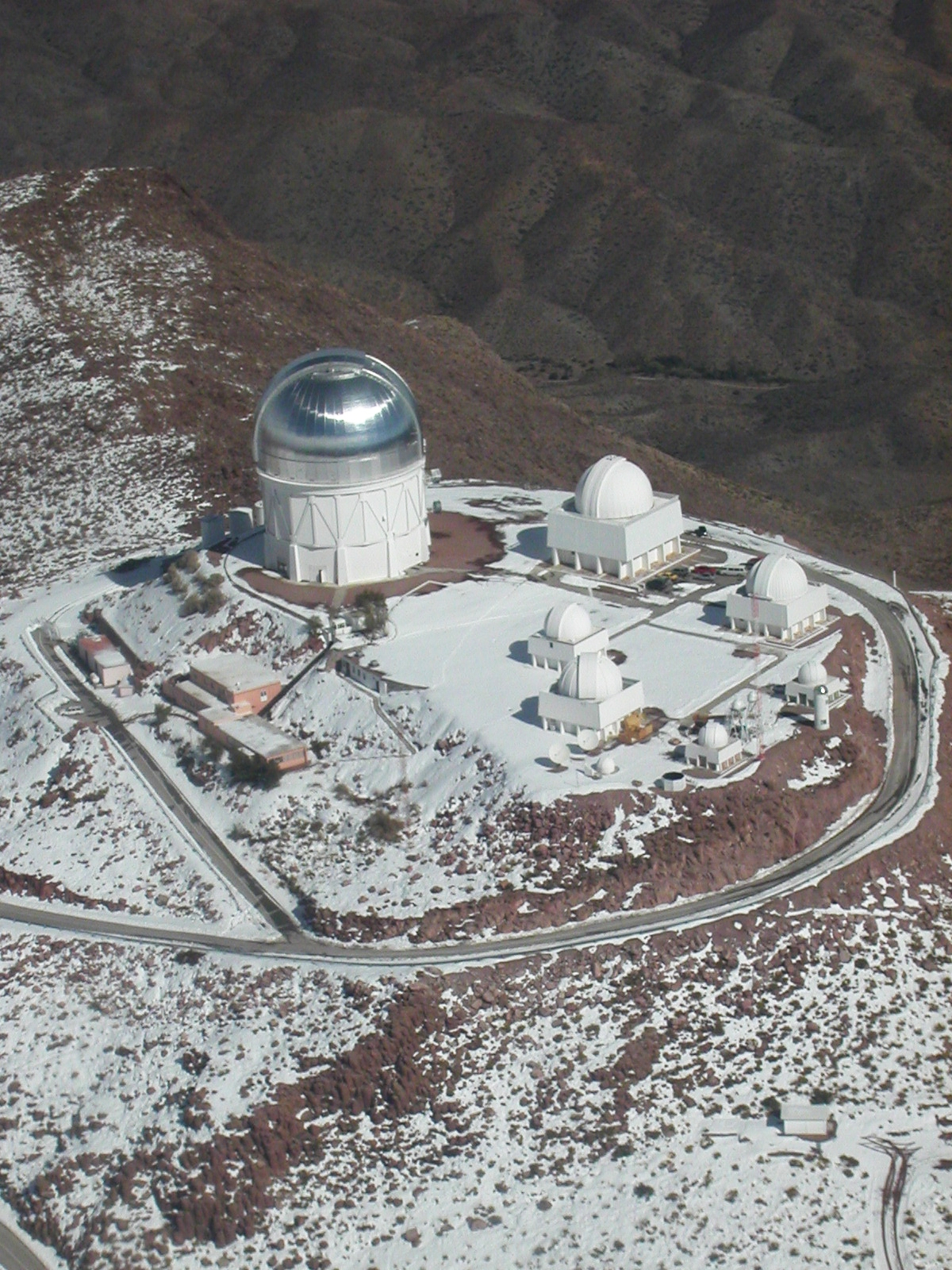
Cerro Tololo-Observatorium (Foto aufgenommen 2005 von David Walker)

1967 begann sie mit ihrem Ehemann am Cerro-Tololo-Observatorium zu forschen, und im selben Jahr wurde sie aufgrund ihrer Leistungen zum 12. Mitglied der chilenischen Akademie der Wissenschaften ernannt und war damit die erste Astronomin, die in die Akademie gewählt wurde. Die chilenische Akademie der Wissenschaften wurde 1964 gegründet und auf maximal 18 Mitglieder beschränkt.
Nachdem sie einen Bachelor-Abschluss in Astronomie etabliert hatte, arbeitete Gutiérrez an der Einführung eines Master-Abschlusses in Astronomie an der Fakultät für Physikalische und Mathematische Wissenschaften der Universidad de Chile. Die ersten Studierenden nahmen 1976 das Studium für diesen Masterstudiengang auf.
Sie arbeitete bis Ende 1973 nur halbtags und nahm ihre drei Kinder immer mit zum Planetarium und oft mit zu den Teleskopen. Bis zu ihrer Pensionierung am 30. Dezember 1987 arbeitete sie in Vollzeit und vom 1. Januar 1990 bis zum 30. Juni 1998 in Teilzeit am Observatorium in Casa de Bello und veröffentlichte weiterhin Artikel.
Gutiérrez war ein Pionierin der photoelektrischen Photometrie südlicher Sterne und Autorin vieler Bücher und Studienhandbücher.
Sie starb im Alter von 89 Jahren und wurde im Parque del Recuerdo in Santiago beigesetzt.
Nach ihrem Tod ehrte die chilenische Akademie der Wissenschaften sie mit der Einrichtung des Adelina-Gutiérrez-Preises für wissenschaftliche Exzellenz, der herausragende Forschungsfähigkeiten von Personen unter 40 Jahren auszeichnet.
2020 ehrte Google sie zu ihrem 95. Geburtstag mit einem Google Doodle.

## Veröffentlichungen (Auswahl)
- 1967: The atmospheric extinction at Cerro Tololo
- 1968: Spectrophotometry of early type stars
- 1968: Spectrophotometric Parameters of Early-Type stars II. Relative Spectral-Intensity Distributions
- 1969: Photoelectric observations of W Serpentis
- 1970: The Atmospheric Extinction at Cerro Tololo, 1967–69
- 1970: Effects of reddening on colour transformations
- 1978: Observando los Astros: Desarrollo de las Técnicas de Astrofísica Ⓣ
- 1998: New spectroscopic observations of the planetary nebula PC 11
- 1999: Trigonometric distances of planetary nebulae
- 1999: Spectroscopic Observations of Some S-type Symbiotic Stars